# Jakub Monaldi

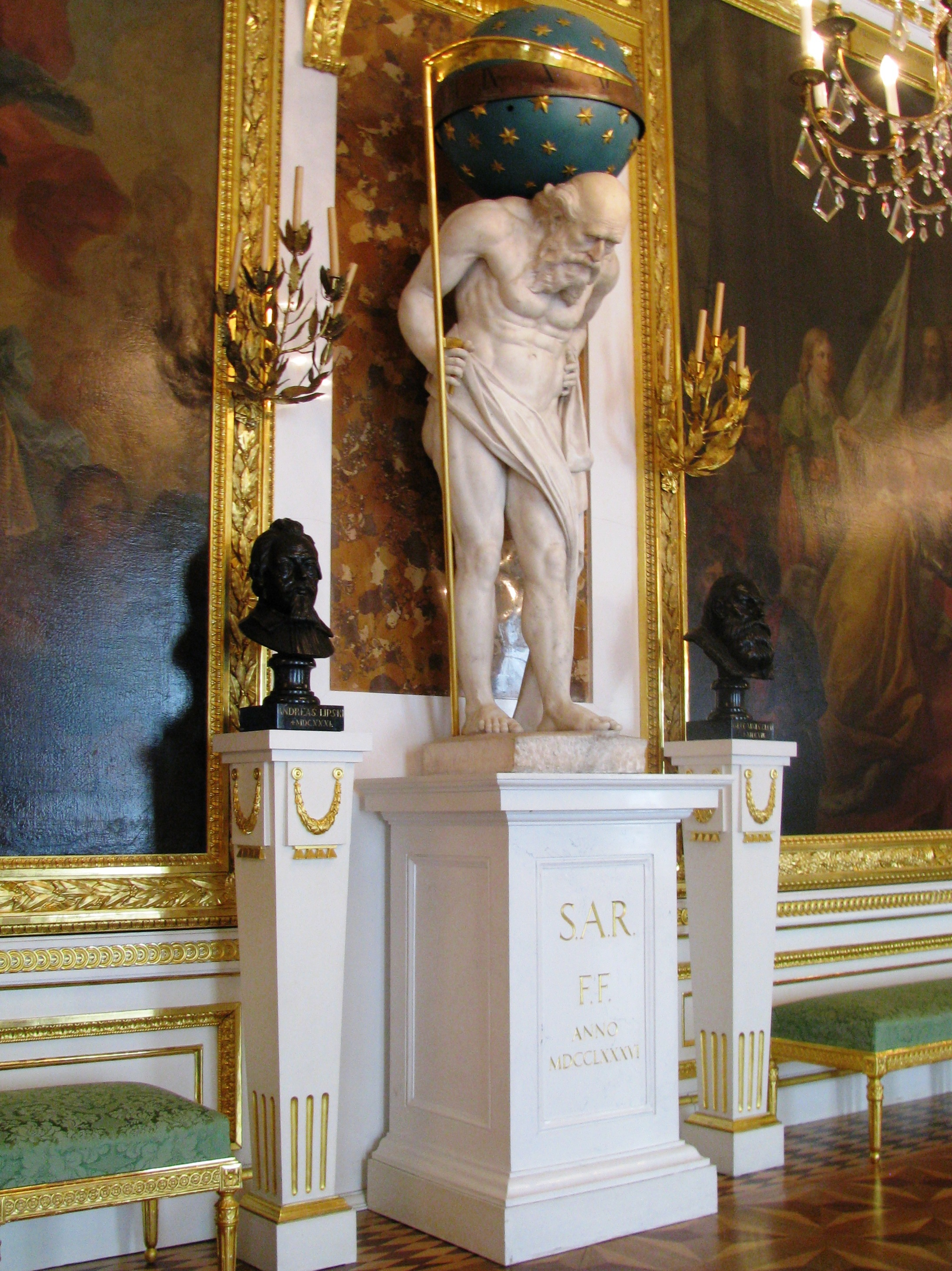
Rzeźba Chronosa autorstwa Jakuba Monaldiego w Sali Rycerskiej na Zamku Królewskim w Warszawie

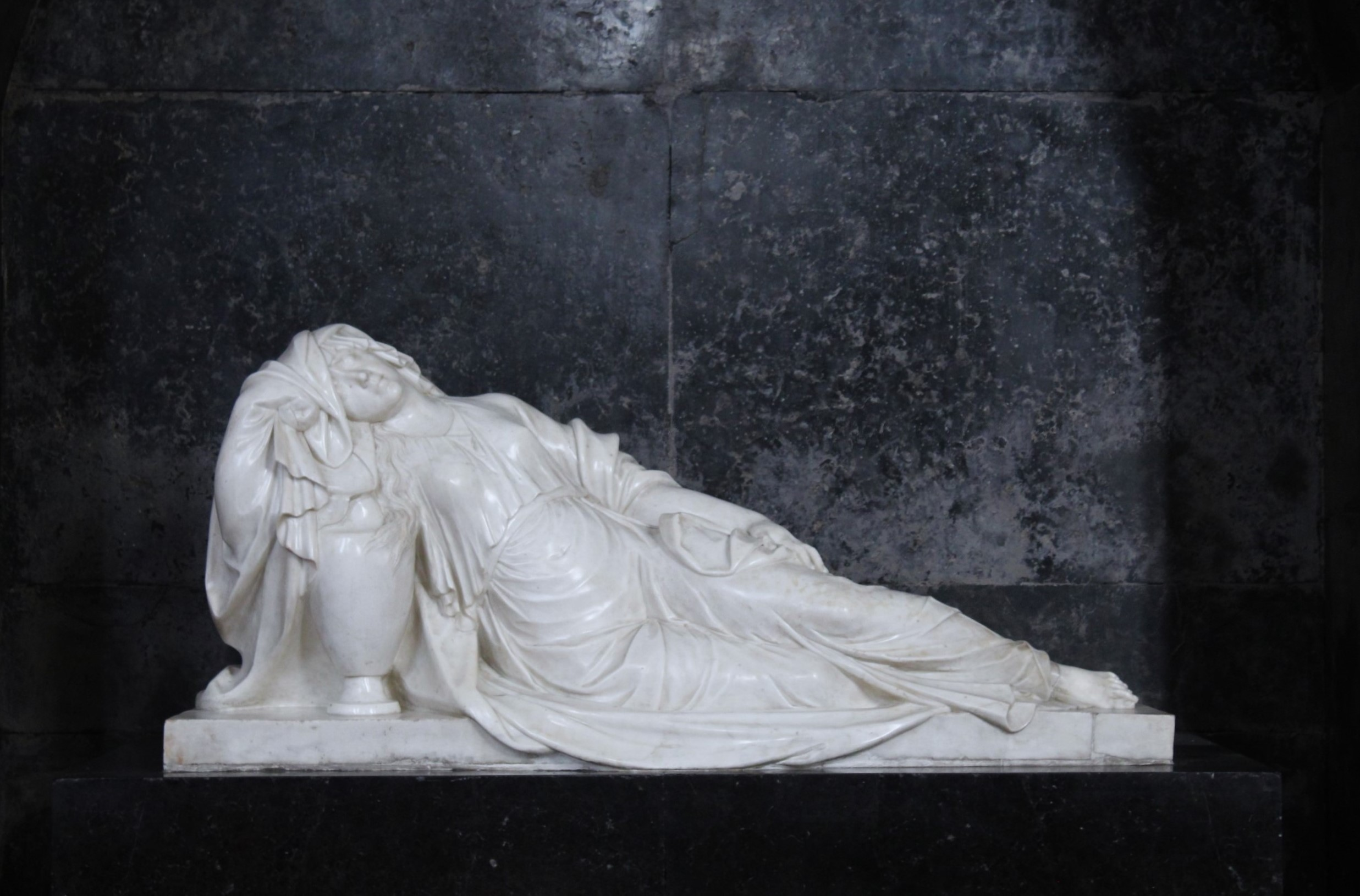
Rzeźba nagrobna Mikołaja i Marii Radziwiłł autorstwa Monaldiego w kościele św. Zygmunta w Szydłowcu

Jakub Monaldi, właśc. Giacomo Monaldi (ur. w 1730 w Rzymie, zm. 1798 w Warszawie) – rzeźbiarz włoski, czynny w Polsce. Nadworny rzeźbiarz Stanisława Augusta Poniatowskiego.

## Życiorys
Był synem rzeźbiarza Carla Monaldiego. Ukończył studia w Akademii św. Łukasza w Rzymie. Od 1768 pracował w Warszawie na dworze Stanisława Augusta Poniatowskiego. Wykonał wiele rzeźb dla Zamku Królewskiego, Łazienek Królewskich i Zamku Ujazdowskiego.
Był bliskim współpracownikiem Andrzeja Le Bruna. Styl jego rzeźb, był w pierwszym okresie twórczości  późnobarokowy, później klasycystyczny.

## Wybrane prace

### Zamek Królewski w Warszawie
- rzeźby Pokoju i Sprawiedliwości w supraporcie w Sali Balowej (1780)[4]
- posąg Chronosa (1781–1786) oraz część odlanych w brązie popiersi sławnych Polaków w Sali Rycerskiej (1781–1783)[5]

### Pozostałe prace
- postacie Flory i Zefira przed wejściem do pałacu Myślewickiego[3]
- figury czterech ewangelistów na fasadzie kościoła św. Anny w Warszawie[1]
- pomniki nagrobne Antoniego Kazimierza Ostrowskiego w Skierniewicach, Andrzeja Młodziejowskiego w Słubicach i Radziwiłłów w Szydłowcu[2]